# دومينيك لونجو (لاعب كرة قدم)
دومينيك لونجو هو لاعب كرة قدم سويسري، ولد في 12 يناير 1983 في سويسرا. لعب مع نادي سانت غالن ونادي ويل.